# Jupp Kotalla

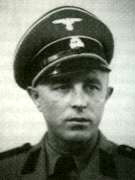
Jupp Kotalla

Joseph Johann „Jupp“ Kotalla (* 14. Juli 1908 in Bismarckhütte; † 31. Juli 1979 in Breda) war ein deutsches SS-Mitglied und während des Zweiten Weltkrieges Leiter der Verwaltung im Kamp Amersfoort. Im September 1942 wurde er von Karl Peter Berg zum Schutzhaftlagerführer II in Amersfoort ernannt. Kotalla war maßgeblich an der Deportation niederländischer Juden beteiligt.

## Leben
Kotalla war Vertreter von Beruf. Er wurde wegen psychiatrischer Probleme mehrere Male hospitalisiert.

### Lagerführer in Amersfoort
Kotalla trat zum 15. Mai 1939 der SS bei. Er war ein gefürchteter Lagerführer und wurde der Henker von Amersfoort genannt. Er war besonders grausam gegenüber Juden und Priestern und mehrmals Teilnehmer eines Erschießungskommandos im Lager. Er war SS-Unterschutzhaftlagerführer und Stellvertretender Kommandant während der Abwesenheit des Kommandanten Berg. Auch während seiner Anwesenheit in Amersfoort wurde er psychiatrisch behandelt, so seit Dezember 1942 bis April 1943 im deutschen Militärhospital in Den Haag.

### Strafverfahren
Nach dem Krieg wurde Kotalla in Amsterdam vor Gericht gestellt. Angeklagt wurde er wegen der Kommandoführung bei Erschießungen von insgesamt zehn Menschen, der Beteiligung an drei Erschießungen von insgesamt 67 Menschen und Misshandlung von Häftlingen. 1949 wurde er zum Tode verurteilt, 1951 wurde dieses Urteil jedoch in lebenslange Gefängnisstrafe umgewandelt. Zusammen mit Willy Lages, Ferdinand aus der Fünten und Franz Fischer, bekannt als die Vier von Breda, wurde er in Breda inhaftiert.
Nachdem Willy Lages 1966 wegen einer lebensbedrohlichen Erkrankung aus dem Gefängnis entlassen worden war, zog die niederländische Regierung 1972 die Möglichkeit in Betracht, auch die anderen drei Kriegsverbrecher zu begnadigen. Dies traf jedoch auf heftigen Widerstand in der Bevölkerung und wurde vom Parlament schließlich abgelehnt. Im Anschluss wurde eine Dachorganisation der Verbände des ehemaligen Widerstands und der Verfolgungsopfer gegründet. Ihr Einspruch führte unter anderem dazu, dass Kotalla trotz schlechten Gesundheitszustands nicht entlassen wurde, sondern 1979 im Gefängnis in Breda starb.